# Могилино
Могилино е село в Северна България. Разположено, върху хълмове и спускащо се в долини, от селото се разкрива необятна и завладяваща гледка към Стара планина и заобикалящите го иглолистни и широколистни гори. 

## География
Могилино е населеното място с най-голяма надморска височина в област Русе.   
Благоприятната среда създава територия, богата на дивеч. Само на 4 километра източно се намира ДЛС Черни Лом, където контролирано се поддържа биологично разнообразие от благороден елен, елен лопатар, сръндак, глиган, муфлон, фазан, яребица, див заек, , пъдпъдък, гривяк, гургулица, зеленоглава патица, горски бекас, лисица и дива свиня. Възхитително ловно стопанство, което предлага лов, фотолов или просто приключенски туризъм.   
На северозапад се намира град Две могили. Съседните села са: Цар Асен (на изток), Баниска (на запад) и Помен (на север). Районът е известен със скалите и каньоните с впечатляващи гледки. Климатът е с много горещо лято и сравнително студена зима.

## История
Старото име на селото е Хюджекии. Преди Освобождението то е заселено основно с турско население. Някъде в началото на XIX век от махалите в Балкана идват първите български заселници и по-точно Кенар Колю със семейството си. Домът му се намира на края на селото и затова турците дават нему и на семейството му прозвището „кенарята“. То се запазва като фамилно име на една от най-големите фамилии в Могилино.
В селото за кратък период от време пребивава Захари Стоянов. Престоят му там е съпроводен с преподаване в местното училище. През селището преминава и Червеноводската чета. При селската чешма за кратко е разположен щаба на руския княз през 1877 г.
През 1934 г. селото е преименувано на Могилино. От 1955 г. до 1988 г. носи името Захари Стояново. Заради факта, че няколко села носят това име, след 1989 г. селището отново си възвръща названието Могилино.

## Обществени институции
В село Могилино се празнува сбор на 7 ноември (Димитровден по стар стил). Традиционно се чества и празникът на лозаря. Прави се общо селско празненство като всяка година се избира Цар на лозята.

## Личности
В Могилино е живял опълченецът Байчо Душков Петков, който преди Руско-турската война е четник в четата на Филип Тотю (все още не е напълно ясно за коя чета става дума). Седем години преди това се подвизава като хъш в Румъния. Неговият брат Петко Душков Петков също се включва в българското опълчение, но след Освобождението този факт не е отчетен от българските историци. Двамата участват в боевете при Стара Загора и Шипка.
За един от зетьовете на Байчо Душков – Дачо Цанев – е известно, че е участвал в боевете при Лозенград.
От Могилино е Ангел Димитров, който е последният първи заместник-председател на Държавния съвет през 1989 г. – 1990 г. до закриване на институцията на 3 април 1990 г. от IX народно събрание на НРБ.